# Abade de Baçal
Francisco Manuel Alves, mais conhecido como Abade de Baçal (Baçal, 9 de Abril de 1865 — Baçal, 13 de Novembro de 1947) foi um arqueólogo, historiador, etnógrafo e genealogista português.

## Biografia
Nascido numa aldeia do concelho de Bragança, onde nasceram também seus pais Francisco Alves Barnabé e sua mulher Francisca Vicente, foi ordenado sacerdote em 13 de Junho de 1889, desde então, até a sua morte, tornou-se pároco da sua aldeia natal.
Dedicou a sua vida a recolher testemunhos arqueológicos, etnológicos e históricos respeitantes à região de Trás-os-Montes e, especialmente ao distrito de Bragança. Autodidacta erudito, rústico e pitoresco.
A sua obra principal são as Memórias arqueológicas-históricas do distrito de Bragança (1909-1947), em onze volumes.
Em 1925 foi nomeado director-conservador do Museu Regional de Bragança, que desde 1935 é designado por Museu do Abade de Baçal em sua homenagem.
No quinto volume da sua obra-prima, dedicado aos Judeus, constam os seus títulos:
Reitor de Baçal, Antigo Vereador da Câmara Municipal de Bragança, Antigo Vogal à Junta Geral do Distrito do mesmo nome, Sócio da Associação dos Arqueólogos Portugueses, da Sociedade Portuguesa de Estudos Históricos, do Instituto de Coimbra, da Academia das Ciências de Lisboa, do Instituto Etnológico da Beira, do Instituto Histórico do Minho, Presidente Honorário do Instituto Científico-Literário de Trás os Montes, Comendador da Antiga, Nobilíssima e Esclarecida Ordem de S. Tiago do Mérito Científico, Literário e Artístico, em atenção às suas qualidades de escritor reveladas na obra "Memórias Arqueológico-Históricas do Distrito de Bragança", distinguido pelo Clero Bragançano com a oferta dum cálix de valor artístico, com uma pena de ouro e um tinteiro no mesmo metal de alto valor artístico por oferta do Distrito de Bragança em reconhecimento dos seus trabalhos de investigação histórica em prol do mesmo, pedaço de asno se acredita que estas honrarias douram a sua muita ignorância, e ainda, ultimamente, Director-Conservador do Museu Regional de Bragança..
Encontra-se colaboração da sua autoria no semanário Branco e Negro (1896-1898) e na Revista de Arqueologia (1932-1938).
A 20 de maio de 1920, foi agraciado com o grau de Comendador da Ordem Militar de Sant'Iago da Espada.
A 20 de maio de 1935, no ano de sua jubilação, foi agraciado com o grau de Grande-Oficial da Ordem Militar de Sant'Iago da Espada. Também neste ano, o Museu Municipal de Bragança seria renomeado em sua honra Museu do Abade de Baçal. Este dedicar-lhe-á em 1950 uma vitrina expositiva com alguns de seus pertences.